# گای تانمر
پرسیوال گای تانمر (انگلیسی: Percival Guy Tunmer؛ زادهٔ ۱ دسامبر ۱۹۴۸ در فیکس‌بورگ، ایالت آزاد، درگذشتهٔ ۲۲ ژوئن ۱۹۹۹ در سندتاون، ژوهانسبورگ) رانندهٔ مسابقات اتومبیل‌رانی فرمول یک اهل آفریقای جنوبی بود که در فصل ۱۹۷۵ در مجموع در یک گراند پری شرکت کرد، اما موفق به کسب هیچ امتیازی نشد.
تانمر در ۲۲ ژوئن ۱۹۹۹ بر اثر تصادف در حین موتورسواری در سندتاون، ژوهانسبورگ درگذشت.